# Georges Salendre
Georges Salendre (Romanèche-la-Montagne, 1890-Lyon, 1985) fue un escultor francés.

## Datos biográficos
Nació en Romanèche-la-Montagne en el año 1890.
Del 15 de marzo al 15 de abril de 1932 expuso con Suzanne Valadon, Maurice Utrillo y André Utter en la Galería Moos.
Casado, realizó un retrato en piedra de su esposa. 
En el año 1965 una parte de sus obras pasó a manos del Museo de bellas artes de Lyon. En 1971, cuando el escultor contaba 81 años, otra parte de sus obras más representativas, fueron adquiridas por el Museo de Bellas artes de Lyon.
Falleció en 1985 y está enterrado en el cementerio de la Croix-Rousse de Lyon.

## Museos
Las esculturas de Georges Salendre están representadas en los siguientes museos:
- museo de Brou, en Bourg-en-Bresse

- Museo de bellas artes, en Lyon

## Obras
Entre las mejores y más conocidas obras de Georges Salendre se incluyen las siguientes:
- Busto de Utrillo (1883-1955), (anterior a 1977)retrato en piedra, en el museo de Brou, en Bourg-en-Bresse[2]

- Busto del pintor Utrillo (1883-1955) fundición en bronce, adquirido por el Museo de bellas artes de Lyon en 1936[3]

- Hombre cautivo (captif en fr.), (anterior a 1941) estatua en piedra de la figura de un hombre con el brazo levantado, en el Museo de bellas artes de Lyon[4]

- Mujer arrodillada (Femme agenouillee), bronce , en el Museo de bellas artes de Lyon[5]

- Mujer acostada (Femme couchee) (1951) piedra, en el Museo de bellas artes de Lyon[6]

- Mujer en pie (Femme debout) (anterior a 1965) piedra, en el Museo de bellas artes de Lyon[7]

- Juana de Arco (V.1412-1431) (1960) piedra, en el museo de Brou, en Bourg-en-Bresse[8]

- La señora Salendre (anterior a 1958) retrato en piedra, en el Museo de bellas artes de Lyon[9]

- Medallón del pintor Senard (1878-1934) (1936) medio relieve, yeso, en el Museo de bellas artes de Lyon[10]

- Retrato de Jacques Laplace (1890-1955) (anterior a 1965) piedra, en el Museo de bellas artes de Lyon[11]

- Cabeza de mujer (anterior a 1971) piedra , en el Museo de bellas artes de Lyon[12]